# Kanalrebell
Als Kanalrebellen werden konservative preußische Politiker und Beamte bezeichnet, die sich 1899 gegen den Bau des Mittellandkanals aussprachen und damit eine politische Krise auslösten.

## Hintergrund
Der Mittellandkanal war ein wichtiges Infrastrukturprojekt mit dem Ziel, Rhein und Elbe zu verbinden. Gleichzeitig war er auch ein Prestigeobjekt, das Wilhelm II., der dies als Symbol des technischen Fortschritts ansah, besonders am Herzen lag. Insbesondere die Industriellen in Westdeutschland befürworteten das Vorhaben und sahen darin eine Stärkung der deutschen Wirtschaft. Dagegen befürchteten die ostdeutschen getreideproduzierenden Großgrundbesitzer, dass durch den Kanal billiges amerikanisches Getreide selbst bis in die östlichen Provinzen transportiert werden könnte. Insbesondere der Bund der Landwirte organisierte den Protest der Agrarier.
Im Jahr 1899 stimmten konservative Abgeordnete zusammen mit denen des Zentrums im preußischen Abgeordnetenhaus gegen die Bewilligung der Gelder für den Bau des Mittellandkanals.  Diese Meinung teilten auch die konservativen Abgeordneten im preußischen Parlament. Auch Abgeordnete, die hauptberuflich Landräte oder gar Regierungspräsidenten und damit Beamte waren, stimmten gegen das Gesetz.
Der Kaiser war wütend über diesen Widerstand gerade aus konservativen Kreisen. Für Wilhelm, der das Projekt als Teil seines „persönlichen Regiments“ gegen alle Widerstände durchsetzen wollte, war die Zustimmung eine Frage der Loyalität. Er wie auch Chlodwig zu Hohenlohe-Schillingsfürst dachten zeitweise sogar an die Auflösung des preußischen Abgeordnetenhauses. Dem nationalliberalen preußischen Finanzminister Johannes von Miquel, der es nicht zum vollständigen Bruch mit den Konservativen kommen lassen wollte, gelang es, Wilhelm davon abzubringen.

## Maßregelung
Dieser bestand jedoch darauf, dass die beamteten „Kanalrebellen“ zur Disposition gestellt wurden (d. h., sie wurden in den einstweiligen Ruhestand versetzt). Mit der endgültigen Entlassung konnte sich Wilhelm allerdings nicht durchsetzen. Dennoch war dieser Schritt verfassungsrechtlich bedenklich, da mit Hilfe des für die Beamten geltenden Disziplinarrechts die Unabhängigkeit des Abgeordnetenmandats ausgehebelt wurde. Davon betroffen waren 18 Landräte und zwei Regierungspräsidenten. Auch vom höfischen Leben wurden die „Rebellen“ ausgeschlossen. Einige Zeit später wurden die meisten Betroffenen wieder rehabilitiert. Allerdings hatten sie ihre Abgeordnetenmandate niederlegen müssen. Die meisten konnten auch nicht in ihre Landratsämter zurückkehren, sondern wurden in solchen Bereichen der Staatsverwaltung beschäftigt, in denen sie den Staat nicht auch nach außen repräsentieren mussten.

## Folgen
In der Folge wurde die Beamtenpolitik in Preußen verschärft. Die politischen Beamten wurden erneut angewiesen, nur noch die Ansichten der Regierung ohne Rücksicht auf die eigene politische Meinung zu vertreten.
Vorübergehend wurde durch die Abstimmung der Bau des Mittellandkanals blockiert. Dasselbe passierte noch einmal 1901, was zum Sturz Miquels als preußischer Finanzminister führte. Langfristig musste Bernhard von Bülow als preußischer Ministerpräsident 1905 einem Kompromiss zustimmen, der den Bau des Kanals zwischen Hannover und der Elbe und damit das eigentliche Ziel des Projekts ausdrücklich ausschloss.
Das faktische Scheitern des Projekts bedeutete eine weitere Schwächung für das von Wilhelm II. postulierte persönliche Regiment. Der Vorgang zeigt auch, dass der Kaiser letztlich den Bruch mit den Konservativen nicht riskieren konnte, auch wenn diese in Opposition zu ihm standen, da er ansonsten seine wichtigste Stütze verloren hätte.

## Die Kanalrebellen
Engelbert-Maria von Arenberg • Arthur Baarth • Kurd von Berg-Schönfeld • Julius von Bodenhausen • Bogislav von Bonin • Eugen von Brockhausen der Jüngere • Axel von Colmar • Johann von Dallwitz • Hermann Karl Dumrath • Hans von Kanitz • Hermann Kreth • Max Otto Lewald • Eugen Wolff • Ernst von Bornstedt